# Ammothereva lepida
Ammothereva lepida är en tvåvingeart som beskrevs av Lyneborg 1984. Ammothereva lepida ingår i släktet Ammothereva och familjen stilettflugor. Inga underarter finns listade i Catalogue of Life.